# Asclepio de Milo
El Asclepio de Milo o Asclepio de Melos es una cabeza de mármol de lo que fue una colosal estatua griega antigua de Asclepio encontrada en la isla de Milo en Grecia. Fue adquirida por el Museo Británico junto con el resto de la colección de Blacas en 1867.

## Descubrimiento
La cabeza se encontró a mediados del siglo XIX en el santuario de Asclepio de la isla de Milo, en las Cícladas, Grecia. Posteriormente fue adquirida por el diplomático y coleccionista francés  Louis, duc de Blacas d'Aulps. La colección de Blacas fue adquirida en su totalidad por el Museo Británico en 1867.

## Descripción
La cabeza es de mármol de Paros y formaba parte de una estatua de culto de tamaño natural del antiguo dios griego de la medicina y la curación Asclepio (. Estaba formada por tres piezas, de las que solo se conservan dos. Alrededor de la cabeza hay taladros y clavijas de plomo para una corona de oro, hoy desaparecida, que coronaba la estatua. La expresión serena del rostro de la deidad es típica de la escultura helenística de este periodo. Es probable que Asclepio estuviera de pie, semidesnudo, sosteniendo una vara, el báculo con una serpiente enroscada alrededor, como era típico en las representaciones tardohelenísticas y romanas del dios.

Asclepio de Milo
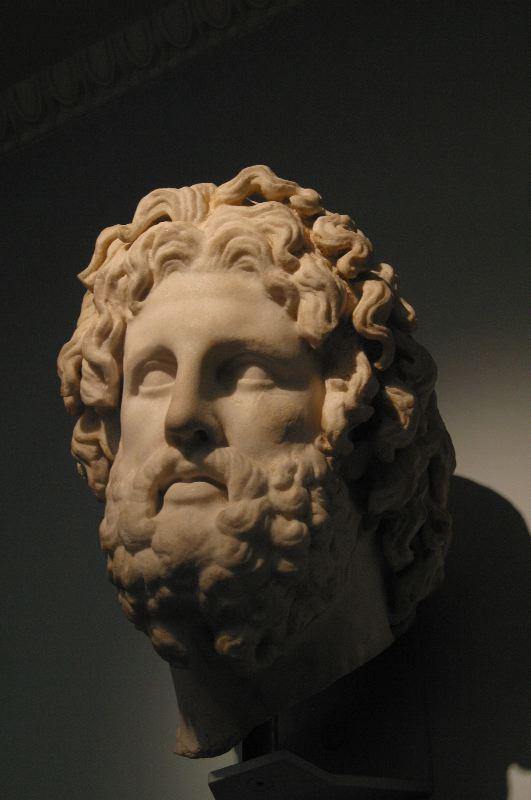
Vista alternativa de la cabeza.
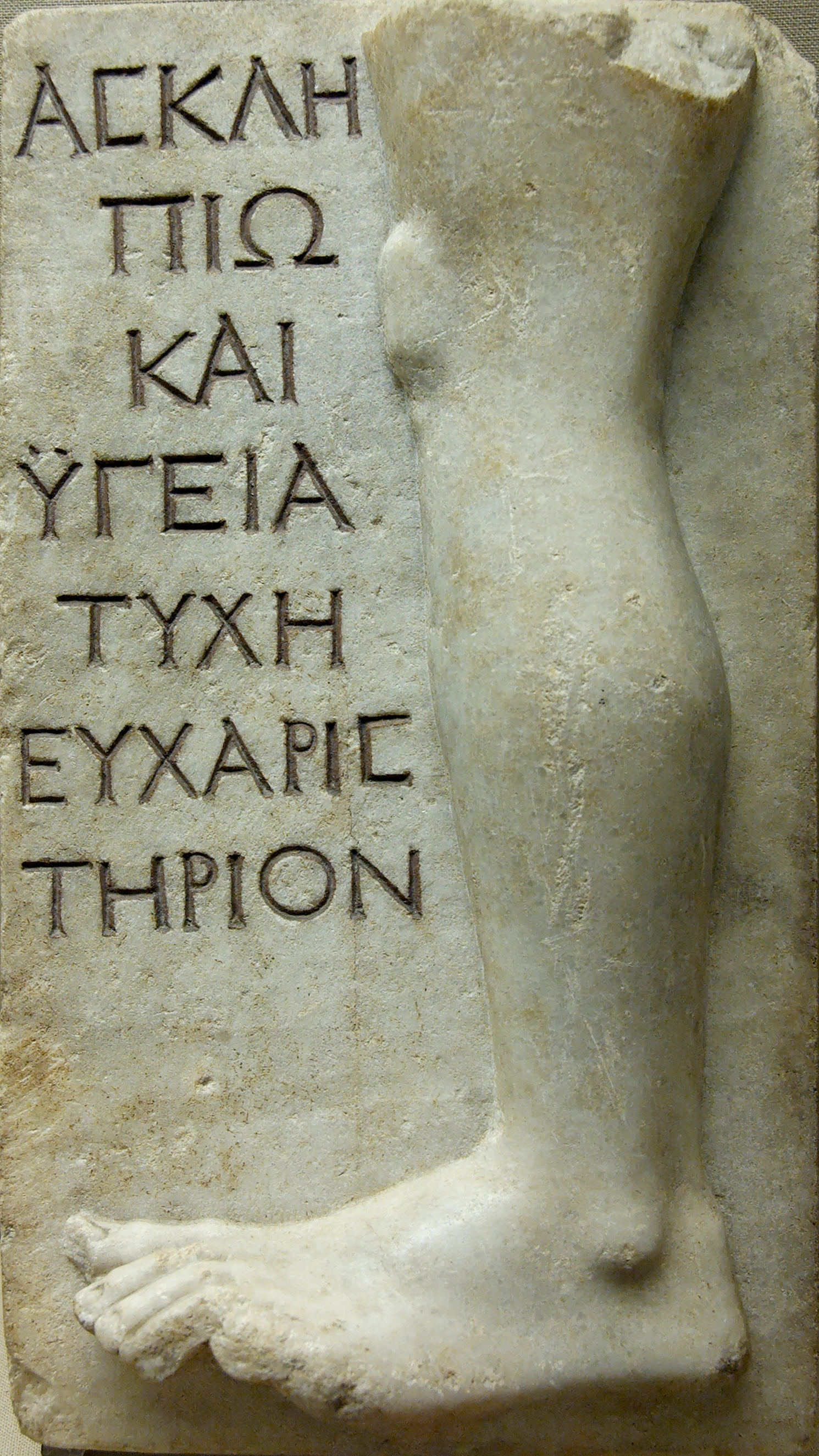
Depósito votivo romano dejado en el santuario de Asclepio (100-200 d. C.).